# Éléonore de Prusse
Éléonore de Prusse (21 août 1583 - 9 avril 1607) est une princesse du Duché de Prusse par la naissance et électrice de Brandebourg par le mariage.

## Biographie
Éléonore est la quatrième fille de Albert-Frédéric de Prusse (1553-1618), de son mariage avec Marie-Éléonore de Clèves (1550-1608), fille du duc Guillaume de Clèves. La princesse grandit avec ses sœurs dans le Château de Königsberg.
Elle épouse Joachim III Frédéric de Brandebourg (1546-1608), à Berlin, le 2 novembre 1603, dont elle est la seconde épouse. Ils se marient pour des raisons politiques: d'une part, Joachim Frédéric espère renforcer son influence sur la Prusse, où il est régent pour Éléonore à la suite de la folie de son père ; de l'autre côté, il espère prendre le contrôle de Juliers-Clèves-Berg, héritage maternel d’Éléonore.
Éléonore est décédée à l'âge de 23 ans, peu après avoir donné naissance à son unique enfant. Elle est enterrée le 26 avril 1607 dans la crypte de la famille de la Maison de Hohenzollern dans la Cathédrale de Berlin.

## Descendance
De son mariage Eléonore a une fille, Marie-Éléonore de Brandebourg (1607-1675) (de), qui épouse le comte Palatin Louis-Philippe de Palatinat-Simmern en 1631.